# Augusts Brigmanis

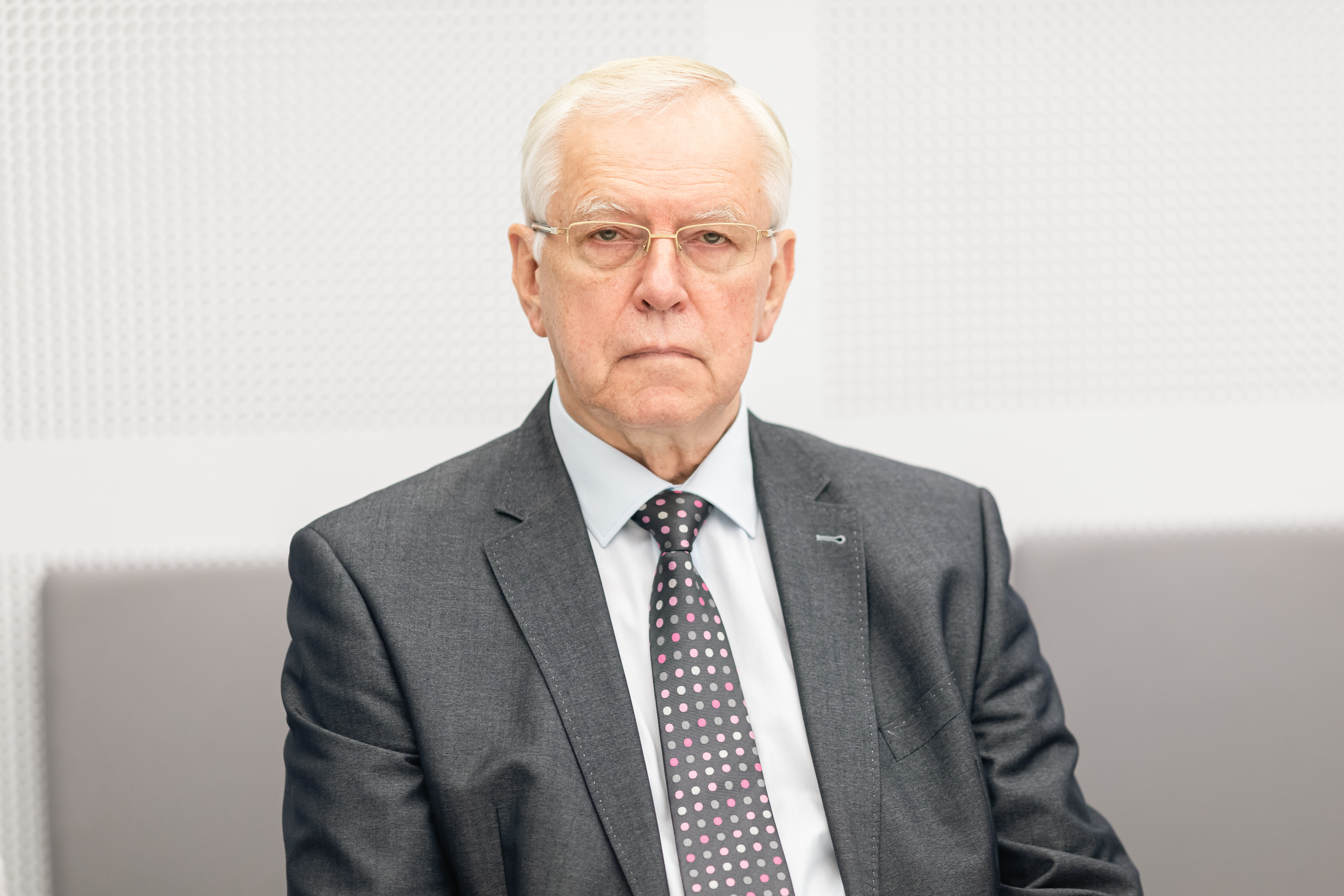
Augusts Brigmanis (2023)

Augusts Brigmanis (* 19. Juli 1952 in Jelgava, Lettische Sozialistische Sowjetrepublik) ist ein lettischer Politiker der Latvijas Zemnieku savienība, der von 2000 bis 2019 Vorsitzender der Latvijas Zemnieku savienība war und seit 2002 mit einer Unterbrechung zwischen 2018 und 2022 Mitglied der Saeima, des lettischen Parlaments, ist. Er fungierte ferner von 2002 bis 2018 Vorsitzender der Fraktion des Bündnisses der Grünen und Bauern ZZS (Zaļo un Zemnieku savienība), zu der der Latvijas Zemnieku savienība gehört. 

## Leben
Augusts Brigmanis begann nach dem Schulbesuch ein Studium der Agrarwissenschaften an der Fakultät für Agrarökonomie der Lettischen Landwirtschaftsakademie, welches er 1975 Agrarökonom abschloss. Im Anschluss arbeitete er auf der Landwirtschaftlichen Produktionsgenossenschaft „Pūre“. Während der Zeit der Sowjetunion war er Mitglied sowie Funktionär der Kommunistischen Partei Lettlands LKP (Latvijas Komunistiskā partija) und von 1985 bis 1987 Erster Sekretär des Parteikomitees im Bezirk Saldus. Im Zuge der Wiederherstellung der Unabhängigkeit war er im April 1990 einer der Gründer der Unabhängigen Kommunistischen Partei Lettlands LNKP (Latvijas Neatkarīgā komunistiskā partija) und kandidierte als unabhängiger Kandidat im Wahlbezirk „Ezere“ für den Obersten Rat der Republik Lettland AP (Latvijas Republikas Augstākā Padome), wurde jedoch nicht gewählt. Er besitzt den Bauernhof „Priedule“, der in der Gemeinde Pūre liegt und war 1999 Berater des damaligen Landwirtschaftsministers Aigars Kalvītis. 

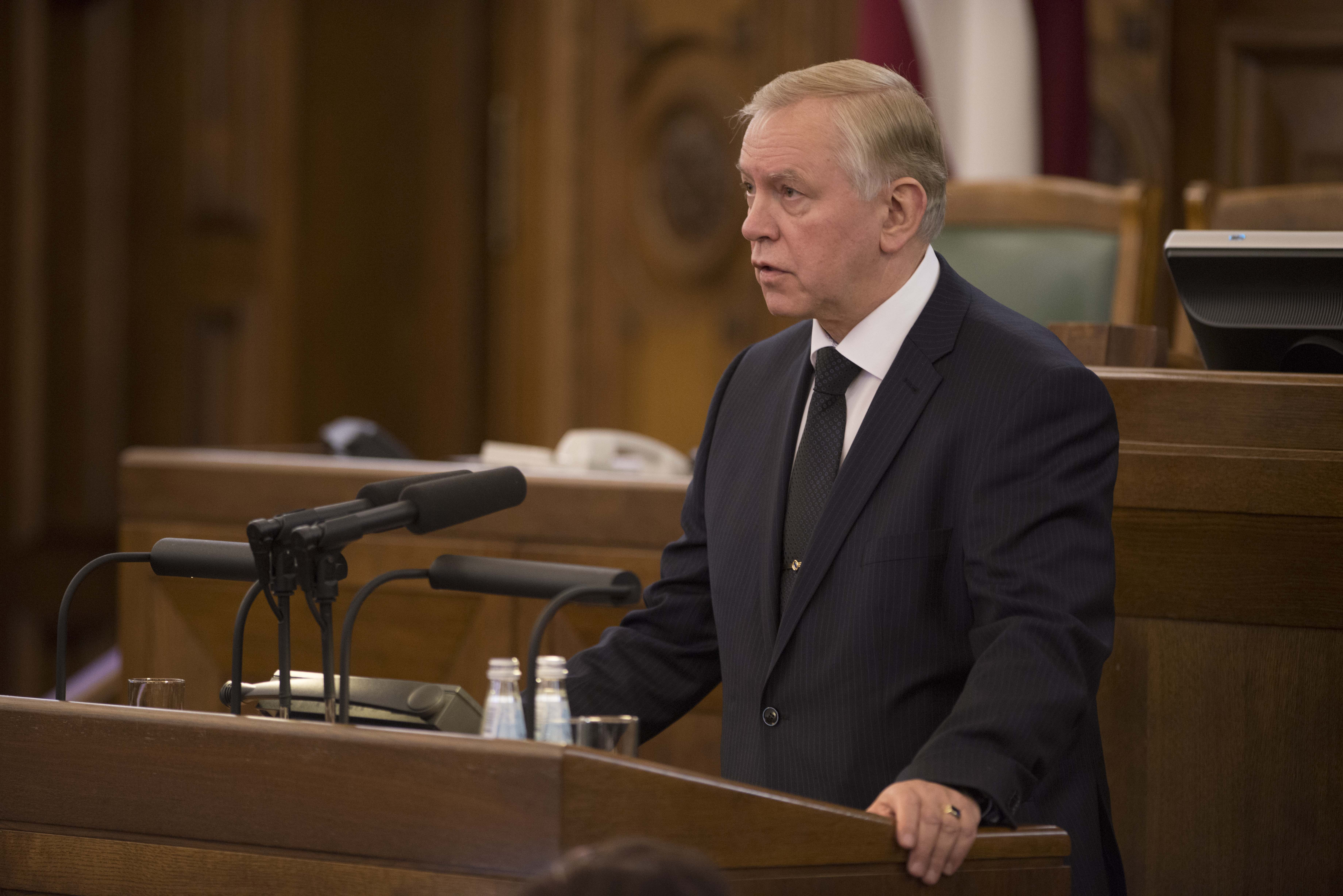
Brigmanis bei einer Rede in der Saeima (2014)

Als Nachfolger von Jānis Kinna wurde Brigmanis 2000 Vorsitzender des 1990 wieder gegründeten Bauernverbandes Lettlands LZS (Latvijas Zemnieku savienība) und wurde für diesen im Bündnis der Grünen und Bauern ZZS (Zaļo un Zemnieku savienība) bei der erstmals zum Mitglied der Saeima, des lettischen Parlaments, gewählt und gehörte dieser nach seinen Wiederwahlen am 7. Oktober 2006, 2. Oktober 2010, 17. September 2011 und am 4. Oktober 2014 bis 2018 an. In der achten Legislaturperiode (2002 bis 2006) war er unter anderem Vorsitzender der Fraktion der ZZS sowie Vorsitzender der Antragskommission und Mitglied der Kommission für Menschenrechte und öffentliche Angelegenheiten. In der neunten Legislaturperiode (2006 bis 2010) war er zwischen dem 7. November 2006 und dem 2. November 2010 weiterhin Vorsitzender der ZZS-Fraktion sowie vom 20. November 2006 bis zum 2. November 2010 erneut Vorsitzender der Antragskommission und in dieser Zeit auch Sekretär der Kommission für Menschenrechte und öffentliche Angelegenheiten. Die Funktionen als Vorsitzender der ZZS-Fraktion, als Vorsitzender der Antragskommission sowie als Sekretär der Kommission für Menschenrechte und öffentliche Angelegenheiten bekleidete er zwischen dem 8. November 2010 und dem 17. Oktober 2011 auch weiterhin in der zehnten Legislaturperiode. Er war auch in der elften Legislaturperiode vom 17. Oktober 2011 bis zum 4. November 2014 Vorsitzender der ZZS-Fraktion und in diesem Zeitraum auch Mitglied der Kommission für Menschenrechte und öffentliche Angelegenheiten sowie Mitglied der Antragskommission. Kurzzeitig gehörte er zwischen dem 7. März und dem 17. Mai 2012 als dem Unterausschuss Umwelt der Kommission für Volkswirtschaft, Agrar-, Umwelt- und Regionalpolitik als Mitglied an. In der zwölften Legislaturperiode fungierte er vom 4. November 2014 bis zum 6. November 2018 weiterhin Vorsitzender der ZZS-Fraktion sowie vom 7. November 2014 bis zum 6. November 2018 Sekretär der Kommission für Menschenrechte und öffentliche Angelegenheiten und zugleich zwischen dem 10. November 2014 und dem 6. November 2018 noch einmal Vorsitzender der Antragskommission.
Nachdem Augusts Brigmanis bei der Parlamentswahl am 6. Oktober 2018 nicht wieder zum Mitglied der Saeima gewählt wurde, trat er im April 2019 als Vorsitzender des Bauernverbandes Lettlands zurück und wurde in dieser Funktion von Armands Krauze abgelöst. Bei der Parlamentswahl am 1. Oktober 2022 wurde er schließlich für das Bündnis der Grünen und Bauern ZZS erneut zum Mitglied der Saeima gewählt. In der aktuellen 14. Legislaturperiode ist er seit dem 1. November 2022 stellvertretender Vorsitzender der ZZS-Fraktion und zusätzlich seit dem 23. November 2022 wieder Mitglied der Kommission für Menschenrechte und öffentliche Angelegenheiten und Mitglied der Antragskommission. Ferner ist er seit dem 7. Februar 2024 Mitglied des Unterausschusses Medienpolitik der Kommission für Menschenrechte und öffentliche Angelegenheiten.